# Cañón sin retroceso M40
El M40 es un cañón sin retroceso estadounidense ligero, portátil y de 105 mm, siendo principalmente empleado como arma antitanque. Usualmente es descrito como de 106 mm, pero de hecho es de 105 mm; la designación de 106 mm fue adoptada para evitar la confusión con la munición incompatible del fallido cañón sin retroceso M27.
También podía ser empleado como arma antipersona, con el proyectil trazador de flechettes. Principalmente se dispara desde un afuste con ruedas. El cañón monotiro enfriado por aire dispara munición unitaria. Fue diseñado solo para disparo directo, cada cañón estando equipado con sus respectivos mecanismos de puntería.
El M40 fue principalmente empleado durante la guerra de Vietnam y después fue reemplazado por el misil antitanque BGM-71 TOW. El arma también fue empleada por fuerzas anticomunistas en Angola montado a bordo de camionetas Land Rover.

## Diseño y desarrollo
El cañón sin retroceso M27 fue un arma de 105 mm desarrollada a inicios de la década de 1950 y desplegado en la guerra de Corea. A pesar de que un cañón sin retroceso de este calibre había sido ideado desde la Segunda Guerra Mundial, el arma fue producida deprisa con el inicio de la guerra en Corea. La velocidad con la que fue desarrollada y desplegada dio como resultado problemas de fiabilidad por los pivotes, que estaban montados demasiado atrás. El M27 también fue considerado muy pesado por el Ejército estadounidense y tenía un decepcionante alcance efectivo por la falta de un cañón de telemetría. Tomando al M27 como base para un nuevo diseño, el Ejército desarrolló una versión mejorada de este y en 1955 fue designada como cañón sin retroceso M40 de 106 mm. Inicialmente junto a esta designación, también se le se dio el nombre oficial de BAT (acrónimo de Battalion Anti-Tank gun, cañón antitanque de batallón en inglés), pero fue rápidamente descartado. A pesar de no ser aptos para propósitos militares, los cañones sin retroceso M27 fueron empleados para iniciar avalanchas controladas en pistas de esquí y pasos de montaña de Estados Unidos.

## Descripción
El M40 tiene la forma de un tubo largo con un cañón de telemetría M8 calibre 0.50 encima. El cañón de telemetría dispara una bala de 12,7 mm cuya trayectoria es casi igual a la del proyectil de 105 mm y produce una nubecilla de humo al impactar en el blanco. Al lado izquierdo se encuentra la rueda de elevación, en cuyo centro está la rueda disparadora que es empleada para ajustes finos en la elevación y al mismo tiempo disparar el cañón de telemetría cuando es jalada y el cañón sin retroceso al ser presionada. El afuste es un trípode, pero su pata delantera tiene una rueda. Sobre este hay una rueda de azimut. En su centro hay una rueda de bloqueo, que cuando está presionada el cañón solamente puede moverse a la izquierda y a la derecha con la rueda de azimut. Cuando está levantada, el cañón puede girar manualmente. Austria produjo un afuste con dos ruedas para el M40.
Toda el arma puede montarse a bordo de un Jeep M151 para empleo móvil. También ha sido montado a bordo del Willys Jeep M38A1, el Land Rover Defender, el M113, el UMM 4x4, el jeep Mahindra, el Faht Safir, el Hotchkiss M201, el Mercedes-Benz G-Wagen, el HMMWV, el Toyota Land Cruiser, el AIL Storm y el M274. También fueron empleados a bordo de dragaminas de la Armada estadounidense durante la Operación Market Time en Vietnam.
Un vehículo especial llamado Ontos iba armado con seis M40. Empleaba la versión M40A1C, específica para el afuste T195E5. Solamente fue utilizado por los Marines. Japón produjo un cañón autopropulsado llamado Tipo 60, que llevaba dos M40 montados en paralelo. Algunos M113 pakistaníes llevaban afustes dobles. Tres patrulleras clase Panagopoulos de la Guardia Costera griega y la Armada de Grecia, que estuvieron en servicio entre 1976 y 2003, estaban armadas con doce M40, en dos baterías de seis cañones.
El M40 fue un exitoso producto de exportación y continúa siendo empleado por Chile, Corea del Sur, Ecuador, Egipto, Estonia, Grecia, Honduras, Irán, Israel, Líbano, Malasia, México, Marruecos, Filipinas, Taiwán (Cuerpo de Marines de la República de China), Turquía, Colombia, Camboya, Vietnam, Venezuela y muchos otros, ha tenido una participación moderada en la guerra de Libia de 2011 y en la guerra civil siria usado por los principales grupos terroristas antigubernamentales.
Entre 1958 y 1990, las compañías antitanque de los regimientos de Infantería del Ejército suizo estaban equipadas con 12 cañones sin retroceso M40.[cita requerida]
El M40 es fabricado en Irán por la Defense Industries Organization como CAÑÓN ANTITANQUE 106.

## Productores extranjeros del M40
| País          | Fabricante                            | Desginación        | Notas                                               |
| ------------- | ------------------------------------- | ------------------ | --------------------------------------------------- |
| Austria       | Lohner GmbH                           | 10.6 cm rPAK M40A1 | Montado sobre un afuste de producción local.        |
| China         | Norinco                               | Tipo 75            | Versiones remolcadas y autopropulsadas.             |
| Corea del Sur | Kia Machine Tool Company              |                    | [ 26 ]                                              |
| España        | Santa Bárbara Sistemas                | CSR-106            |                                                     |
| India         | Ordnance Factory Board                |                    | Montado sobre trípodes o a bordo de jeeps Mahindra. |
| Irán          | Defense Industries Organization       |                    | [ 26 ] [ 36 ]                                       |
| Pakistán      | Pakistan Machine Tool Factory Limited |                    | [ 37 ]                                              |

## Munición
La munición para el cañón de 105 mm era unitaria. Esto significa que el proyectil y la vaina con la carga propulsora están unidos, asegurando un correcto alineamiento. Además permite una recárga más rápida. La vaina está perforada, para permitir el escape de los gases del disparo a través del cierre ventilado, neutralizando así el retroceso. La mayoría de proyectiles empleados (excepto los HEAT) están pregrabados, por lo que sus bandas de rotación tienen entalles para encajar en las estrías del ánima. Si el proyectil no era girado ligeramente al cargar el M40, se podía trabar el cierre.
Los tipos de munición incluyen HEAT, Explosivo Plástico de Alto Poder-Trazador (HEP-T), bote de metralla, Antipersona de Alto Poder Explosivo y el proyectil inerte M368, que era empleado para entrenamiento. El proyectil estadounidense HEAT original podía penetrar más de 400 mm de blindaje. Hacia el final del servicio del M40, tanto Austria como Suecia produjeron proyectiles HEAT para este cañón que eran capaces de penetrar más de 700 mm de blindaje.
| Productor                 | Nombre munición       | Tipo     | Peso proyectil | Carga proyectil  | Peso carga | Penetración de blindaje | Alcance efectivo |
| ------------------------- | --------------------- | -------- | -------------- | ---------------- | ---------- | ----------------------- | ---------------- |
| Bandera de Estados Unidos | M494                  | APERS-T  | n/d            | n/d              | n/d        | n/d                     | 300 m            |
| Bandera de Estados Unidos | M581                  | APERS    | 9,89 kg        | flechettes       | 4,94 kg    | n/d                     | 300 m            |
| Bandera de España         | M-DN11                | HEAP     | 3,6 kg         | Hexogen          | 0,77 kg    | n/d                     | 1.500 m          |
| Bandera de Alemania       | Diehl 106 mm          | Metralla | 8 kg           | esferas de acero | 3,5 kg     | n/d                     | n/d              |
| Bandera de Francia        | NR 160                | HEAT-T   | n/d            | n/d              | n/d        | n/d                     | n/d              |
| Bandera de Francia        | NR 483                | APERS    | n/d            | flechettes       | n/d        | n/d                     | n/d              |
| Bandera de Francia        | NR 601                | HESH-T   | 7,8 kg         | Comp. A3         | n/d        | n/d                     | n/d              |
| Bandera de Italia         | PFF                   | HE       | 9,89 kg        | Comp. B          | n/d        | n/d                     | n/d              |
| Bandera de Estados Unidos | M346A1                | HEP-T    | 7,96 kg        | Comp. A3         | 3,5 kg     | n/d                     | n/d              |
| Bandera de Estados Unidos | M344A1                | HEAT     | 7,96 kg        | Comp. B          | 1,27 kg    | más de 400 mm           | 1.350 m          |
| Bandera de Pakistán       | proyectil tipo M344A1 | HEAT     | 6 kg           | n/d              | n/d        | 500 mm                  | 2012 m           |
| Bandera de la India       | n/d                   | HEAT     | 16,78 kg       | n/d              | n/d        | 600 mm                  | 1.372 m          |
| Bandera de Suecia         | 106 3A                | HEAT-T   | 5,5 kg         | Octol            | 1 kg       | más de 700 mm           | 2.000 m          |
| Bandera de Austria        | RAT 700               | HEAT     | 5 kg           | n/d              | 1,10 kg    | más de 700 mm           | n/d              |
| Bandera de Austria        | 3.1 RAT 700           | HEAT-T   | 5,7 kg         | Octastit         | 1,10 kg    | más de 700 mm           | n/d              |

La munición para el cañón de telemetría calibre 0.50 no es el .50 BMG. El cartucho que emplea es uno especial, diseñado para simular la trayectoria del proyectil de 105 mm.
A pesar de que el cañón de telemetría puede emplearse como arma antipersona, la doctrina militar estadounidense desaconsejaba este uso. Esta limitación era de naturaleza puramente táctica, para ayudar al ocultamiento del vulnerable M40 y sus artilleros frente al enemigo antes de disparar el cañón antitanque; sin embargo, se cree que esta restricción fue el origen de la duradera idea que generalmente las leyes de guerra restringen el empleo de balas de 12,7 mm contra soldados enemigos.

## Uso civil
A inicios de la década de 1990, el Servicio Forestal de los Estados Unidos introdujo el M40 para control de avalanchas, debido a que los lotes de munición para sus cañones sin retroceso M27 se estaban agotando. El M40 fue exitoso inicialmente, debido a su similitud operativa con el M27 y disponibilidad; sin embargo, en 1995 un artillero del Servicio Forestal murió a causa de las esquirlas producidas por la detonación prematura del obús dentro de la caña de un M40. El accidente fue atribuido a una delgada rajadura en la base del proyectil. Después de este incidente, la mayoría de los M40 del Servicio Forestal fueron rápidamente reemplazados con obuses de 105 mm, pero unos cuantos fueron mantenidos en servicio con barreras de seguridad para proteger a los artilleros, que disparaban los cañones a distancia. En diciembre de 2002, dos M40 se destruyeron en Mammoth Mountain a causa de explosiones dentro de sus cañas con una diferencia de 13 días. Los artilleros resultaron ilesos por haber estado a cubierto, pero estos incidentes hicieron que el Servicio Forestal retire todos sus M40 restantes en julio de 2003.

## Usuarios
- Angola: empleado por mercenarios del FNLA a bordo de jeeps Land Rover[27] y por la UNITA.[4]
- Arabia Saudita[48]
- Australia: reemplazó al QF de 6 libras desde 1961. Estuvo en servicio hasta la década de 1990[49] y fue empleado en cantidades limitadas en Afganistán.[11]
- Austria: lo produce con la designación 10.6 cm rPAK M40A1.[32]
- Bangladés: tenía 238 M40A1 en 2016.[50]
- Baréin: tenía 25 M40A1 en 2016.[51]
- Birmania: tenía más de 1.000 M40A1 en servicio en 2016,[52] incluso algunos de fabricación pakistaní.[37] Empleado para destruir búnkeres y apoyar a la Infantería en campañas de contrainsurgencia.
- Bolivia: 68 unidades.[53]
- Brasil: tenía 194 M40A1 en 2016.[54]
- Burkina Faso[55]
- Camboya[56]
- Camerún: tenía 40 M40A2 en 2016.[57]
- Canadá[58][59]
- Chad[8][60]
- Chile: tenía 213 M40A1 en 2016.[61]
- China: lo produce con la designación Tipo 75.[33]
- Chipre: tenía 144 M40A1 en 2016.[62]
- Colombia: tenía 73 M40A1 en 2016.[63]
- Comoras[64]
- Corea del Sur: lo produce.[65] En 2016 todavía estaba en servicio.[66]
- Costa de Marfil: tenía aproximadamente 12 M40A1 en 2016.[67]
- Dinamarca:[58][68] fue empleado en cantidades limitadas en Afganistán.[11]
- Ecuador: tenía 24 M40A1 en 2016.[69]
- El Salvador: tenía 20 M40A1 en 2016,[70] incluso algunos de fabricación española.[34]
- Emiratos Árabes Unidos: tenía 12 M40 en 2016.[71]
- España: producido por Santa Bárbara Sistemas[34] como el CSR-106.[35]
- Estados Unidos[72]
- Estonia:[73] tenía 30 M40A1 en 2016.[74]
- Filipinas[75]
- Francia[1]
- Gabón[76]
- Grecia: tenía 581 M40A1 en 2016.[77]
- Guatemala: tenía 56 M40A1 en 2016,[78] incluso algunos de fabricación española.[34]
- Haití[79]
- Honduras: tenía 50 M40A1 en 2016,[80] incluso algunos de fabricación española.[34]
- India: produce el M40A1C.[28] Tenía más de 3.000 en servicio en 2016.[81]
- Irán: lo produce[65]
- Israel[3][82]
- Italia[58][83]
- Japón[84]
- Jordania[85]
- Laos[86]
- Lesoto: tenía 6 M40 en 2016.[87]
- Líbano: tenía 113 M40A1 en 2016.[88]
  - Fuerzas Libanesas[6]
- Liberia[89]
- Libia: emplea la variante estadounidense, china e iraní.[12]
- Luxemburgo[58][90]
- Madagascar[91]
- Malasia: tenía 24 M40 en 2016.[92]
- Marruecos: tenía 350 M40A1 en 2016.[93]
- Mauritania: tenía aproximadamente 90 M40A1 en 2016.[94]
- México[95]: también tiene algunos de fabricación española.[34]
- Níger: tenía 8 M40 en 2016.[96]
- Nigeria[97]
- Noruega:[58][98] lo emplea con la designación 106mm Rekylfri Kanon M40.[7]
- Nueva Zelanda[99]
- Países Bajos[58]
- Pakistán: lo produce.[37] Todavía estaba en servicio en 2016.[100]
- Perú[101][102]
- Portugal: tenía 45 M40A1 en 2016.[103]
- República Centroafricana: tenía 14 en 2016.[104]
- República Democrática del Congo[105]
- República Dominicana: tenía 20 M40A1 en 2016.[106]
- Singapur: tenía 90 M40A1 en 2016.[107]
- Siria: Es empleado por el Ejército Libre Sirio[11] y las fuerzas gubernamentales.[29]
- Somalia: transferidos desde Yemen.[108]
- Sri Lanka: tenía aproximadamente 30 en 2016.[109]
- Sudáfrica: Fuerza Nacional de Defensa Sudafricana.[15][110]
- Sudán: tenía 40 M40A1 en 2016.[111] También empleó algunos Tipo 75 chinos, con unos cuantos capturados a las Fuerzas Armadas de Sudán del Sur.[112]
- Surinam[113][114]
- Suiza[115]
- Tailandia: tenía 150 M40 en 2016.[116]
- Taiwán[117]
- Túnez[118]
- Turquía: tenía 2.329 M40A1 en 2016.[119]
- Uruguay: tenía  69 M40A1 en 2016.[120]
- Venezuela: tenía 175 M40A1 en 2016.[121]
- Vietnam del Sur[122]
- Yemen[14]
- Yibuti: tenía 16 M40A1 en 2016.[123]
- Zimbabue[124]

### Entidades no estatales
- Estado Islámico[125]

## Galería

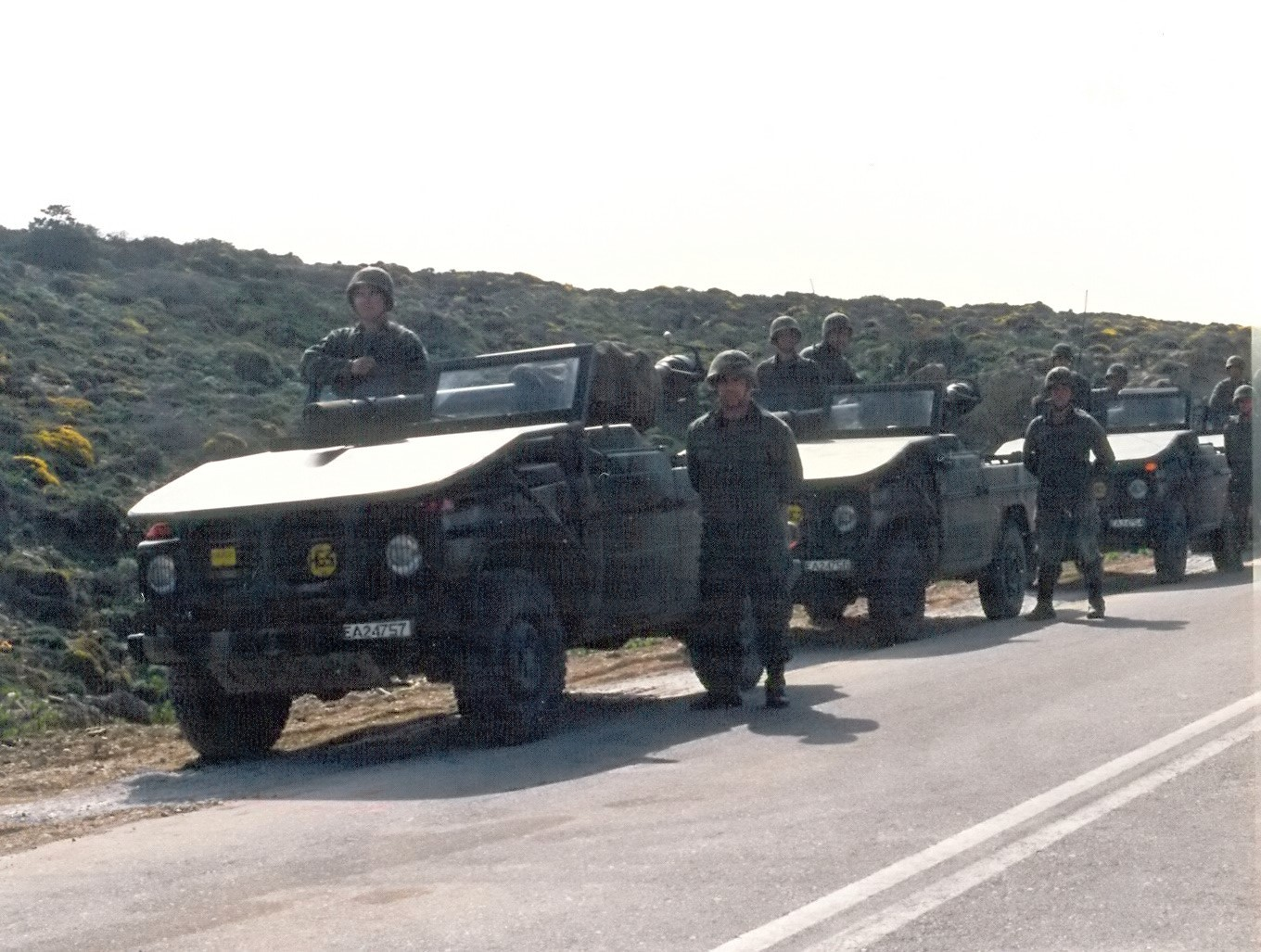
Mercedes 240G griego, armado con un M40. Véase la guarda metálica para proteger el motor del fogonazo.
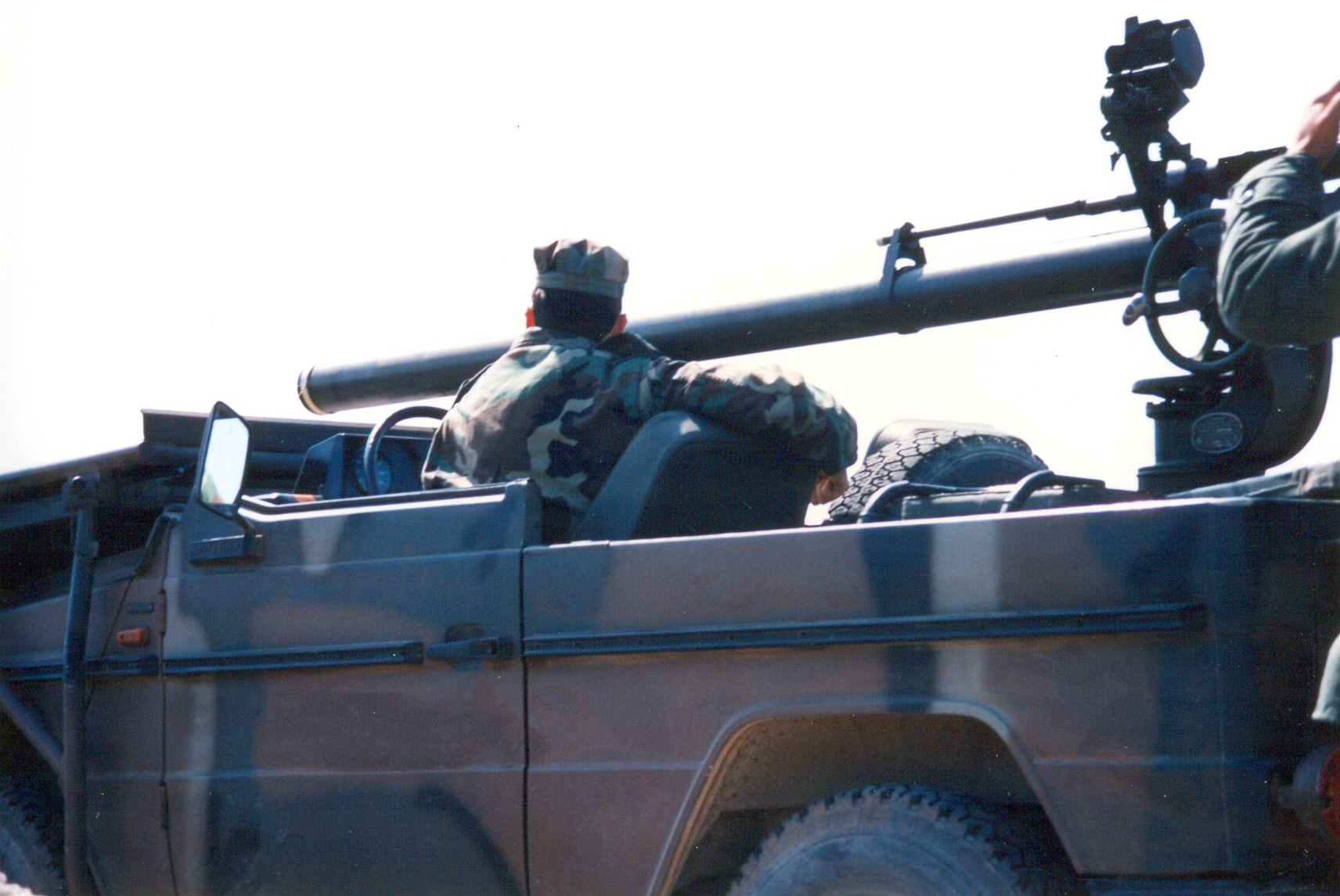
Disparando el cañón desde un Mercedes 240G.
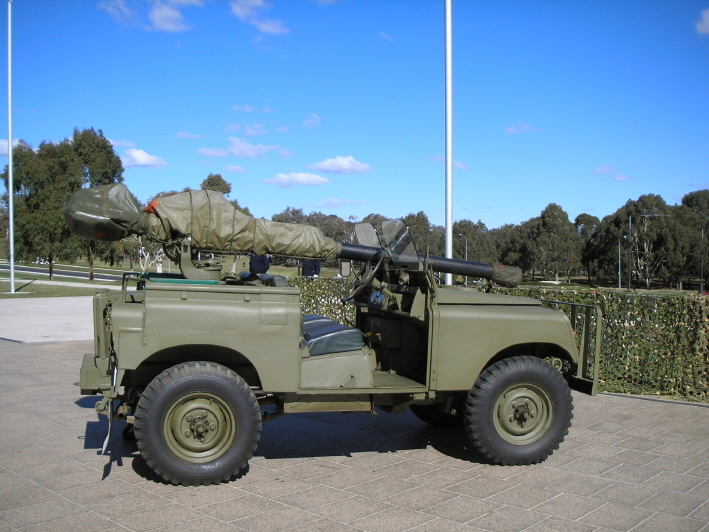
Un cañón sin retoceso M40 montado a bordo de un Land Rover retirado del Ejército australiano, expuesto en los terrenos del Memorial de Guerra Australiano.
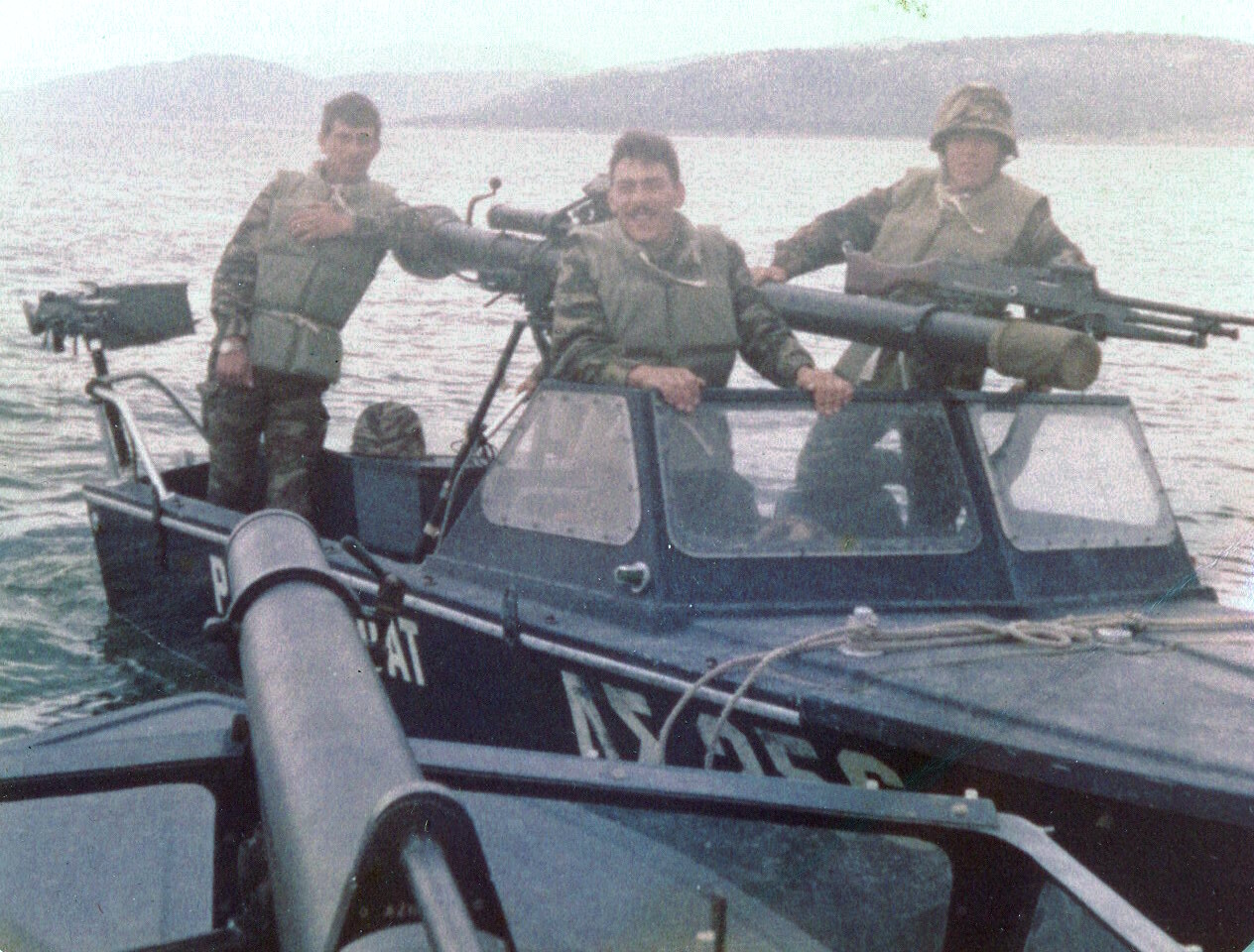
Un empleo algo inusual del M40 a bordo de una lancha patrullera griega, hacia 1982.
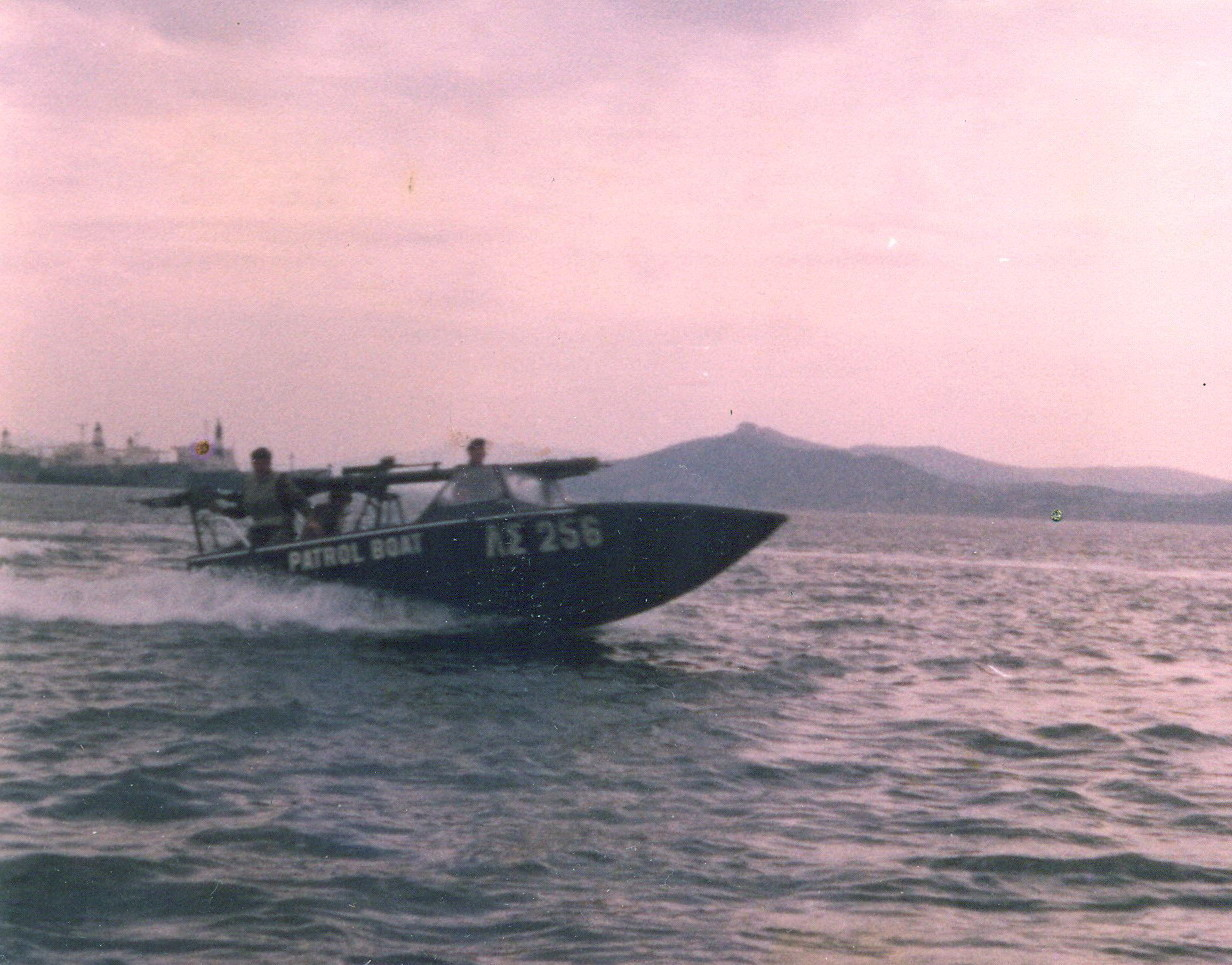
La misma lancha patrullera griega.
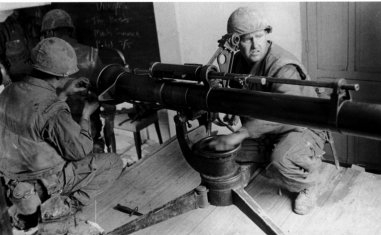
Marines empleando un M40 durante la Batalla de Hue.

### Listas relacionadas
- Anexo:Materiales históricos del Ejército de Tierra de España desde la posguerra